# Ken Auletta

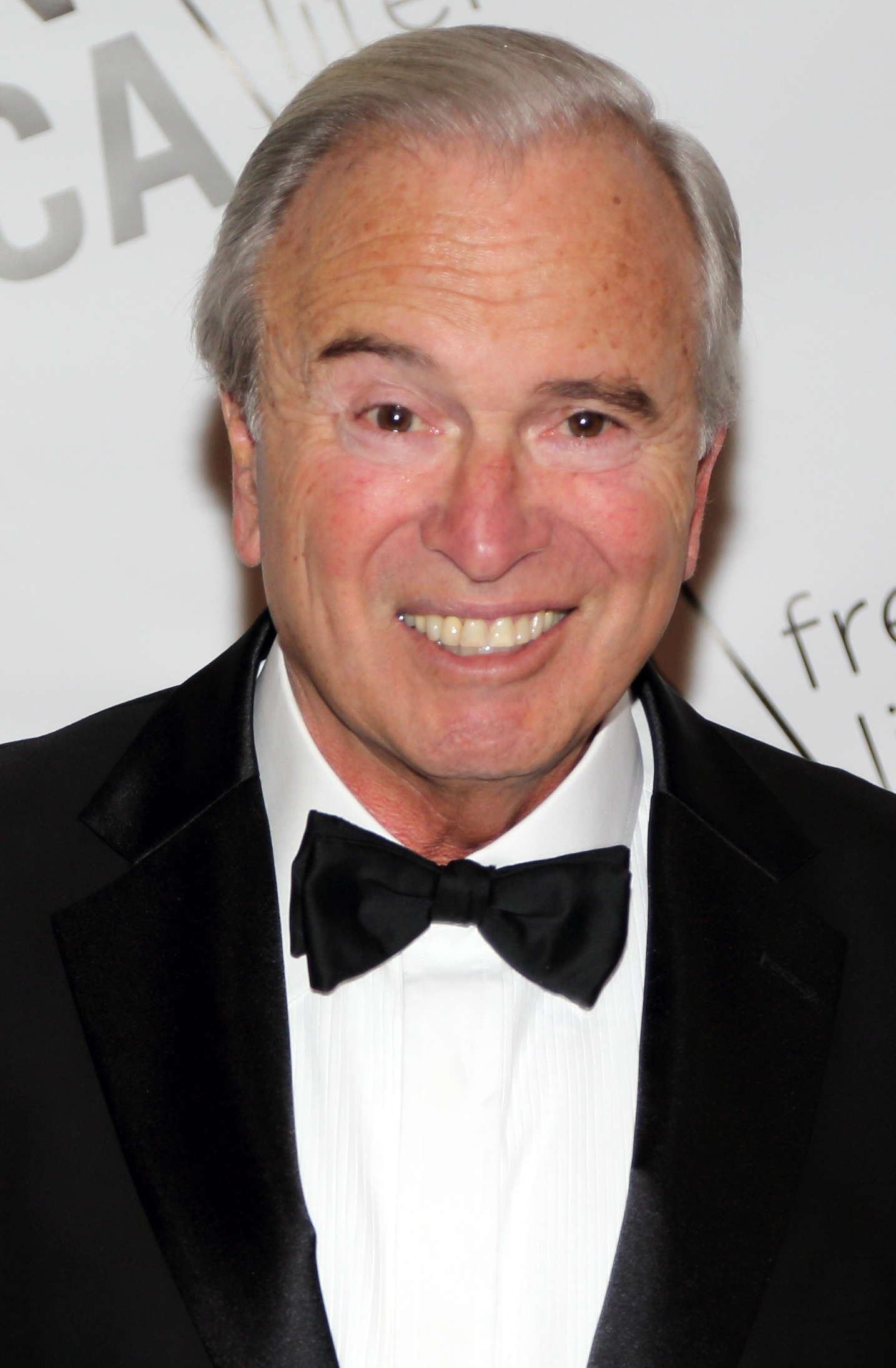
Ken Auletta in 2014

Ken Auletta (New York, 23 april 1942) is een Amerikaanse schrijver, journalist en media-criticus.
Zijn uitgebreide oeuvre aan boeken over de ontwikkelingen en de wereld van de bedrijven in de Informatie en Communicatie Technologie hebben hem de eretitel Literaire Reus opgeleverd.

## Afkomst en opleiding
Auletta, zoon van een Italiaans-Amerikaanse vader en een Joods-Amerikaanse moeder, groeide op in Brooklyn, alwaar  hij de Abraham Lincoln High School volgde. 
Hij studeerde aan de State University of New York (Suny Oswego), waar hij lid was van de Sigma Tau Chi - broederschap. Hij behaalde zijn M.A. in Politieke Wetenschappen aan de Maxwell School of Citizenship and Public Affairs aan de Syracuse University.

## Carrière als journalist en schrijver
Auletta werkte bij de overheid en voor diverse politieke campagnes. Verder onderwees en trainde hij vrijwilligers van het Vredeskorps.
Hij was ook de eerste uitvoerend directeur van de New York City Off-Track Betting Corporation.
In 1974 werd hij chef politiek correspondent van de New York Post. Aansluitend was hij staf auteur en wekelijks columnist van de  Village Voice, en vervolgens redacteur bij New York Magazine.
In 1977 werd hij medewerker van The New Yorker.
Tussen 1977 en 1993 schreef hij wekelijks een politieke column voor de New York Daily News. Hij was gastredacteur van de editie van 2002 van de Best Business Story’s of te Year.
Auletta schreef vanaf 1992 de "Annals of Communications" column voor de The New Yorker. Hij is de auteur van tien boeken, waaronder Greed and Glory on Wall Street: The Fall of The House of Lehman (1986), Three Blind Mice: How the TV Networks Lost Their Way, (1991), The Highwaymen: Warriors of the Information Superhighway, (1997), een World War 3.0: Microsoft and Its Enemies(2001).
Zijn boek Backstory: Inside the Business of News,(2003) is een bundeling van zijn columns in The New Yorker. Zijn boek Media Man: Ted Turner’s Improbable Empire kwam uit in de loop van 2004. Zijn nieuwste boek Googled: The End of the World As We Know It werd in november 2009 gepubliceerd.
Auletta was een van de eersten om het idee van de zogenaamde digitale snelweg te promoten. Hij deed dat in The New Yorker van 22 februari 1993 met een profiel van Barry Diller, waarin hij beschreef hoe Diller zijn Apple Powerbook gebruikte om te anticiperen op de digitale toekomst. Hij portretteerde de leidende persoonlijkheden en bedrijven in het Informatietijdperk, zoals Bill Gates, Rupert Murdoch, AOL, Time Warner, John Malone, en The New York Times.
Voor zijn profiel van Ted Turner uit 2001 werd hem een National Magazine Award toegekend.
Auletta is door de New York Public Library als een Literaire Leeuw betiteld. Hij won journalistieke prijzen en werd uitgekozen als een van de honderd top bedrijfsjournalisten van de twintigste eeuw. Hij was jurylid voor de Pulitzer Prijs en bijna twee decennia bestuurslid van International PEN. Ook is hij curator van het 
The Public Theater/New York Shakespeare Festival.

## Essays en reportages
- "Business outsider: Kan een afgeserveerde Wall Street analyticus vertrouwen winnen als journalist?". Annals of Communication. The New Yorker, 89 (8) 30-37, 8 april 2013.
- "Outside the box : Netflix en de toekomst van televisie". Annals of Communication. The New Yorker. 89 (47): 54–3, 3 february 2014.
- "The Hillary Show : Kunnen Hillary Clinton en de Media leren met elkaar om te gaan?", Annals of Communication. The New Yorker, 90 (15): 28–34., 2 juni 2014.

## Privé
Auletta woont in Manhattan met zijn vrouw Amanda Urban, een literair agent.